# Epiphanius von Pavia

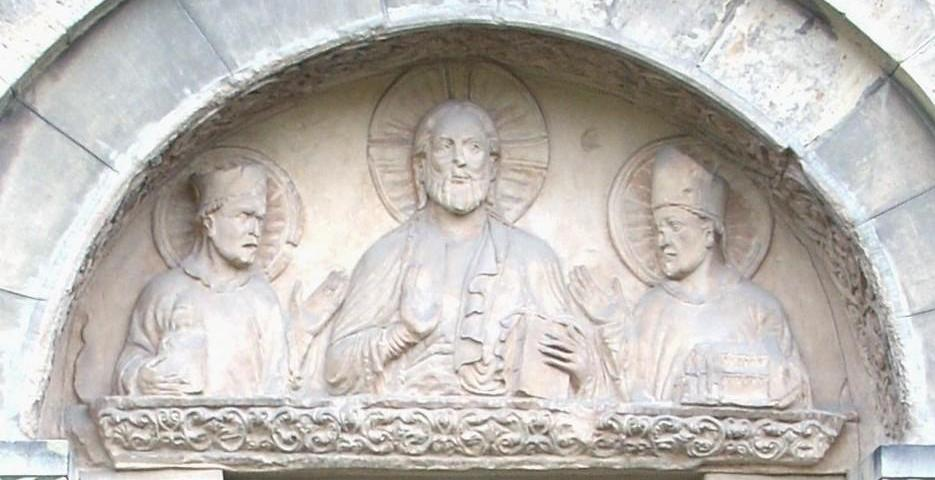
Christus mit den hll. Epiphanius und Godehard (Hildesheim, Basilika St. Godehard)

Epiphanius von Pavia (* 439 in Pavia; † 21. Januar 496 ebenda) war von 466 bis zu seinem Tod Bischof von Pavia und ist ein Heiliger der katholischen Kirche.

## Leben
Seine Bedeutung liegt in der politischen Rolle, die er im Übergang vom zerfallenden weströmischen Reich zum neuen ostgotischen Königreich und in den gewaltsamen Auseinandersetzungen der Zeit spielte. Sowohl der vorletzte weströmische Kaiser Julius Nepos als auch der Ostgotenkönig Theoderich beauftragten ihn als Gesandten mit wichtigen Verhandlungen. Wiederholt gelang es ihm, Übereinkünfte und Interessenausgleiche zu erzielen, die der Bevölkerung zugutekamen, und Schaden abzuwenden oder zu mildern. Dabei wirkte die Autorität der katholischen Kirche als staats- und volkstumsunabhängiger Institution mit seiner persönlichen Charakterstärke zusammen.
Schon sein Schüler, Amtsnachfolger und Biograph Ennodius von Pavia zeichnet Epiphanius als Heiligen. Sein Grab wurde bald zum Wallfahrtsort. Zahlreiche Heilungswunder wurden ihm zugeschrieben.
Im Jahr 963 kam der größere Teil der Epiphanius-Reliquien durch Bischof Othwin nach Hildesheim. Die Überlieferung zeichnet diese Translation als eine abenteuerliche Raubgeschichte. Historisch gehört sie in den Rahmen zahlreicher paralleler, oft ebenfalls als Diebstahl stilisierter Reliquienüberführungen aus Italien in den Norden des Reiches, wo die Missionskirchen und neu gegründeten Bistümer himmlische Helfer und irdisches Prestige suchten. Eine solche Überführung als unter schwierigsten Bedingungen geglückten Raub darzustellen, unterstrich die Einwilligung und Mitwirkung des betreffenden Heiligen.
Etwa ein Drittel der Gebeine und das Haupt verblieben in Pavia in der dem Heiligen geweihten Kirche, die zu einem Kollegiatstift gehörte. Nach dessen Auflösung kamen sie in die benachbarte Kirche San Francesco Grande, wo sie heute unter dem Hochaltar aufbewahrt werden. Die von Bischof Othwin erworbenen Epiphaniusreliquien ruhen im Hildesheimer Dom zusammen mit denen anderer alter Bistumspatrone in einem vergoldeten Schrein aus der ersten Hälfte des 12. Jahrhunderts; er stand von 1960 bis 2010 unter der Hauptaltarmensa und ist seit 2014 auf einer Empore in der Ostwand des nördlichen Querhausarms ausgestellt.
Aus der Verbindung durch den hl. Epiphanius ist eine Städtepartnerschaft zwischen Hildesheim und Pavia erwachsen.
Der Gedenktag des hl. Epiphanius ist der 21., in Hildesheim der 22. Januar.